# Municipio de Marstonmoor
El municipio de Marstonmoor (en inglés: Marstonmoor Township) es un municipio ubicado en el condado de Stutsman en el estado estadounidense de Dakota del Norte. En el año 2010 tenía una población de 23 habitantes y una densidad poblacional de 0,25 personas por km².

## Geografía
El municipio de Marstonmoor se encuentra ubicado en las coordenadas 47°6′58″N 99°24′28″O / 47.11611, -99.40778. Según la Oficina del Censo de los Estados Unidos, el municipio tiene una superficie total de 92.9 km², de la cual 89,35 km² corresponden a tierra firme y (3,81 %) 3,54 km² es agua.

## Demografía
Según el censo de 2010, había 23 personas residiendo en el municipio de Marstonmoor. La densidad de población era de 0,25 hab./km². De los 23 habitantes, el municipio de Marstonmoor estaba compuesto por el 100 % blancos. Del total de la población el 0 % eran hispanos o latinos de cualquier raza.